# Narrows Head
Narrows Head is een berg in de Canadese provincie Newfoundland en Labrador. De berg bevindt zich in het nationaal park Gros Morne nabij de westkust van het eiland Newfoundland en reikt 482 m boven de zeespiegel.
De noordzijde van Narrows Head is gelegen bij The Narrows, de smalle overgang tussen Trout River Big Pond en Trout River Small Pond. Dat zijn twee relatief grote meren in het dal van de Trout River. De berg ligt net voorbij de zuidrand van de Tablelands, een gebied met oranjebruine bodem in het zuiden van het nationaal park Gros Morne.
De top van Narrows Head reikt 474 m boven het wateroppervlak van de meren Trout River Big Pond en Trout River Small Pond. Narrows Head is dan ook een opmerkelijk zicht voor de toeristen die naar het dorp Trout River komen om rond de meren te wandelen of erover te varen of kajakken.

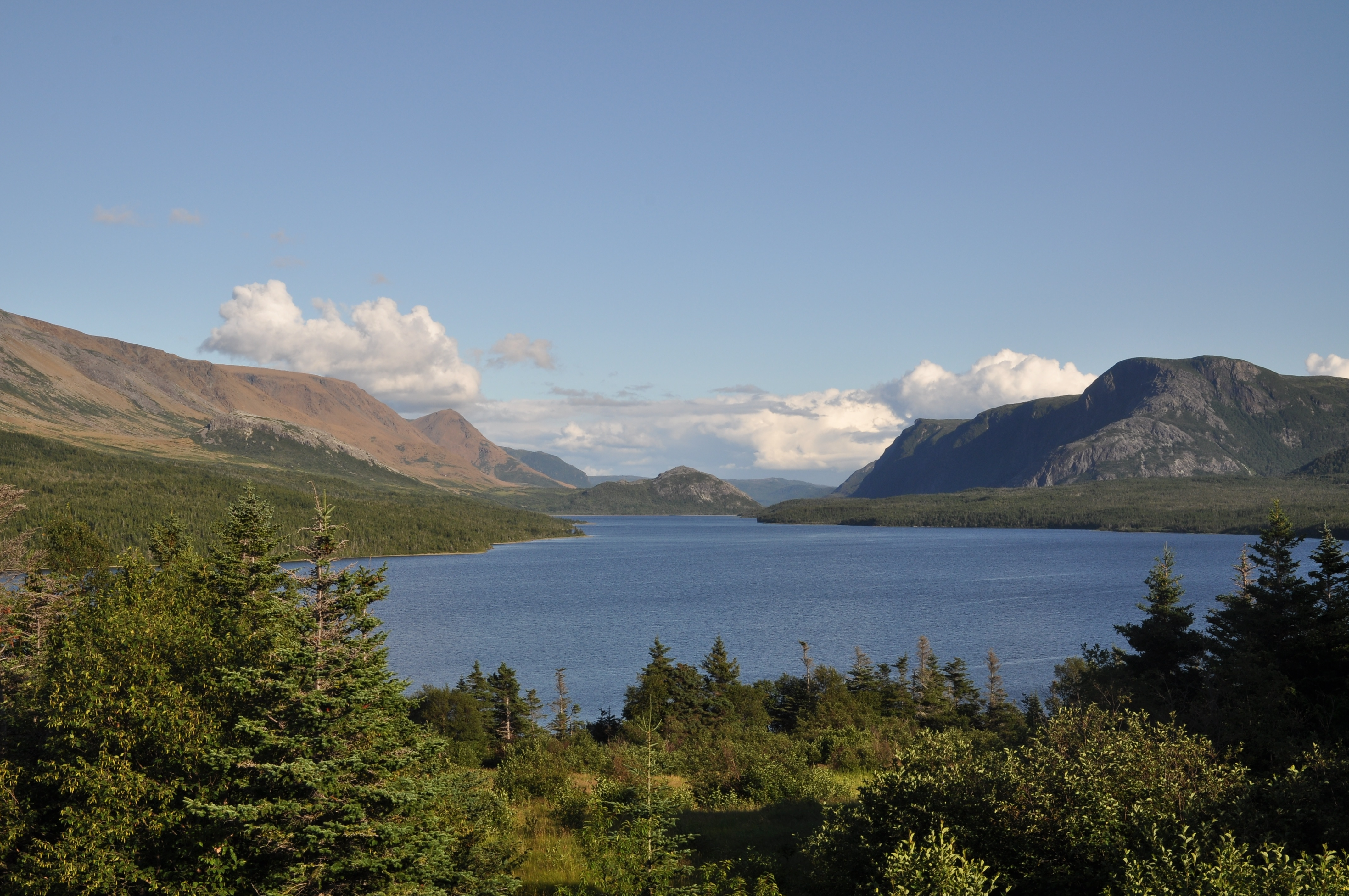
Zicht op de Tablelands (links) en Narrows Head (rechts)